# Robert Łuczak (geograf)
Robert Łuczak (ur. 3 października 1977 w Warszawie) – polski geograf i socjolog, nauczyciel geografii, twórca filmowy. Ekspert w dziedzinie studiów miejskich. 

## Życiorys

### Wykształcenie
W 2002 uzyskał tytuł magistra geografii fizycznej (geomorfologia) na Wydziale Geografii i Studiów Regionalnych Uniwersytetu Warszawskiego, w 2004 magistra geografii społeczno-ekonomicznej (geografia krajów rozwijających się) tamże. W 2006 został magistrem socjologii (Polska Akademia Nauk oraz Lancaster University). Stypendysta Fulbrighta na Uniwersytecie Kalifornijskim w Los Angeles, Centre for Social Studies w Warszawie oraz Komisji Europejskiej (projekt „Future Urban Research in Europe”). Ukończył także Akademię Filmu i Telewizji ze specjalnością reżyseria.
W 2014 obronił na UW doktorat z zakresu nauk o ziemi na podstawie dysertacji Technologie informacyjne i komunikacyjne a przestrzenna organizacja gospodarki informacyjnej (promotorka: Mirosława Czerny).

### Działalność naukowa
Łuczak zajmuje się przede wszystkim przestrzennym aspektem działalności człowieka i procesów rozwoju, w tym teorią rozwoju (główny nurt, w szczególności zrównoważony rozwój oraz szkoła krytyczna), geografią rozwoju (globalizacja i jej lokalne konsekwencje, rozwój globalny), studiami nad rozwojem miast i regionów (rozwój regionalny i polityka regionalna).
Prowadził badania terenowe w Polsce, Stanach Zjednoczonych (Los Angeles i Dolina Krzemowa), Namibii, Republice Południowej Afryki, Meksyku, Kolumbii. W Botswanie nakręcił film Diamenty nie świecą wiecznie (scenariusz i reżyseria). 

### Działalność zawodowa
Zawodowo związany przede wszystkim z Wydziałem Geografii i Studiów Regionalnych Uniwersytetu Warszawskiego, gdzie był wykładowcą. Pracuje również jako nauczyciel w programie matury międzynarodowej w I Społecznym Liceum Ogólnokształcącym z Maturą Międzynarodową im. Ingmara Bergmana przy ul. Raszyńskiej. Następnie został koordynatorem IB DB oraz nauczycielem geografii w Warsaw Montessori High School w Warszawie. 
Współwłaściciel i dyrektor zarządzający założonej w 2001 spółki Red Branch Polska, zajmującej się komunikacją marketingową i produkcją multimediów. Doradca w firmie Platige Image.
Współpracował jako ekspert z administracją publiczną, m.in.: MSZ, MEN, Ministerstwem Gospodarki, urzędem m.st. Warszawy, Mazowieckim Urzędem Marszałkowskim oraz organizacjami międzynarodowymi (Komisja Europejska, OECD, UNDP).

### Działalność społeczna
Prowadzi programy edukacyjne razem z Fundacją Centrum im Prof. Bronisława Geremka, współpracując z Grupą Zagranica czy Polską Akcją Humanitarną. W zakresie edukacji globalnej i badań nad rozwojem globalnym w latach 2008–2015 współtworzył stowarzyszenie Global Development Research Group.

## Publikacje
- Edukacja globalna. Poradnik metodyczny dla nauczycieli II, III,IV etapu edukacyjnego, Warszawa: Ośrodek Rozwoju Edukacji, 2015 (wraz z Katarzyną Jasikowską, Magdaleną Klarenbach, Gabrielą Lipską-Badoti).
- Technologie informacyjne i komunikacyjne a przestrzenna organizacja gospodarki informacyjnej, Warszawa: Uniwersytet Warszawski, 2014 (wersja online).
- Globalistyka. Procesy globalne i ich lokalne konsekwencje, Warszawa: Wydawnictwo Naukowe PWN, 2007 (wraz z Jerzym Makowskim i Mirosławą Czerny).